# 嶋友行
嶋 友行（しま ともゆき、1961年1月7日 - 2012年3月2日）は、宮城県仙台市出身の音楽家。ジャズベーシスト。

## 略歴
1987年にバークリー音楽院(フルスカラシップ取得)を卒業。在学中に数々のジャズ・フェスティバル出演、ヨーロッパなどへの演奏旅行を行う。ボストン市内のジャズ・クラブで活動後、1988年にニューヨークに移る。ボストンではウィントン、ブランフォード、デルフィーヨのマルサリス兄弟やマックス・ローチらと共演した。
1990年3月に帰国。
帰国後は大西順子トリオ、松島啓之クインテット、山田穣、小林陽一&グットフェローズ、本田竹廣トリオ、椎名豊クインテット、The Jazz Networks 等で活躍。
チャールズ・ミンガスを彷彿させるようなゴリゴリ言う骨太な音と、ステディで音楽性豊かなベースラインに特徴がある。
2012年3月2日、虚血性心疾患のため死去。